# Europees kampioenschap voetbal onder 18 - 1995 (kwalificatie)
De kwalificatie voor het Europees kampioenschap voetbal voor mannen onder 18 jaar van 1995 werd gespeeld tussen 7 september 1994 en 18 mei 1995. Er zouden in totaal zeven landen kwalificeren voor het eindtoernooi dat in juli 1995 heeft plaatsgevonden in Griekenland. Dat land hoefde geen kwalificatiewedstrijden te spelen. In totaal deden er 44 landen van de UEFA mee.

## Gekwalificeerde landen
| # | Land        | Gekwalificeerd als    |
| - | ----------- | --------------------- |
| 1 | Griekenland | Gastland              |
| 2 | Spanje      | Winnaars tweede ronde |
| 3 | Turkije     | Winnaars tweede ronde |
| 4 | Slowakije   | Winnaars tweede ronde |
| 5 | Hongarije   | Winnaars tweede ronde |
| 6 | Nederland   | Winnaars tweede ronde |
| 7 | Italië      | Winnaars tweede ronde |
| 8 | Noorwegen   | Winnaars tweede ronde |

## Eerste ronde

### Groep 1
De wedstrijden werden gespeeld tussen 2 en 6 oktober 1994 in Duitsland.
| Pos | Team          | Wed | W | G | V | Ptn | DV | DT | +/− | Kwalificatie                    |   | NIR | GER | FAR |
| --- | ------------- | --- | - | - | - | --- | -- | -- | --- | ------------------------------- | - | --- | --- | --- |
| 1   | Noord-Ierland | 2   | 2 | 0 | 0 | 6   | 6  | 0  | +6  | Geplaatst voor de tweede ronde. |   | —   | 5–0 | 1–0 |
| 2   | Duitsland     | 2   | 1 | 0 | 1 | 3   | 8  | 1  | +7  |                                 |   | —   | —   | 8–0 |
| 3   | Faeröer       | 2   | 0 | 0 | 2 | 0   | 0  | 13 | −13 |                                 | — | —   | —   |     |

### Groep 2
De wedstrijden werden gespeeld tussen 21 september en 16 november 1994.
| Pos | Team      | Wed | W | G | V | Ptn | DV | DT | +/− | Kwalificatie                    |     | FRA | ISL | LUX |
| --- | --------- | --- | - | - | - | --- | -- | -- | --- | ------------------------------- | --- | --- | --- | --- |
| 1   | Frankrijk | 4   | 3 | 1 | 0 | 10  | 14 | 1  | +13 | Geplaatst voor de tweede ronde. |     | —   | 1–1 | 8–0 |
| 2   | IJsland   | 4   | 2 | 1 | 1 | 7   | 15 | 3  | +12 |                                 |     | 0–1 | —   | 9–0 |
| 3   | Luxemburg | 4   | 0 | 0 | 4 | 0   | 1  | 26 | −25 |                                 | 0–4 | 1–5 | —   |     |

### Groep 3
De wedstrijden werden gespeeld tussen 14 september en 22 november 1994.
| Pos | Team      | Wed | W | G | V | Ptn | DV | DT | +/− | Kwalificatie                    |     | NED | SWE | IRL |
| --- | --------- | --- | - | - | - | --- | -- | -- | --- | ------------------------------- | --- | --- | --- | --- |
| 1   | Nederland | 4   | 3 | 0 | 1 | 9   | 8  | 5  | +3  | Geplaatst voor de tweede ronde. |     | —   | 1–0 | 4–1 |
| 2   | Zweden    | 4   | 2 | 1 | 1 | 7   | 3  | 1  | +2  |                                 |     | 2–0 | —   | 1–0 |
| 3   | Ierland   | 4   | 0 | 1 | 3 | 1   | 3  | 8  | −5  |                                 | 2–3 | 0–0 | —   |     |

### Groep 4
De wedstrijden werden gespeeld tussen 5 en 19 oktober 1994.
| Team 1 | Totaal | Team 2  | 1e wedstrijd | 2e wedstrijd |
| ------ | ------ | ------- | ------------ | ------------ |
| Spanje | 9–3    | Finland | 4–0          | 5–3          |

### Groep 5
De wedstrijden werden gespeeld tussen 17 en 21 november 1994 in Malta.
| Pos | Team    | Wed | W | G | V | Ptn | DV | DT | +/− | Kwalificatie                    |   | RUS | MLT | EST |
| --- | ------- | --- | - | - | - | --- | -- | -- | --- | ------------------------------- | - | --- | --- | --- |
| 1   | Rusland | 2   | 2 | 0 | 0 | 6   | 4  | 0  | +4  | Geplaatst voor de tweede ronde. |   | —   | 1–0 | 3–0 |
| 2   | Malta   | 2   | 0 | 1 | 1 | 1   | 1  | 2  | −1  |                                 |   | —   | —   | 1–1 |
| 3   | Estland | 2   | 0 | 1 | 1 | 1   | 1  | 4  | −3  |                                 | — | —   | —   |     |

### Groep 6
De wedstrijden werden gespeeld tussen 22 en 26 november 1994 in Turkije.
| Pos | Team     | Wed | W | G | V | Ptn | DV | DT | +/− | Kwalificatie                    |   | TUR | POR | CRO |
| --- | -------- | --- | - | - | - | --- | -- | -- | --- | ------------------------------- | - | --- | --- | --- |
| 1   | Turkije  | 2   | 1 | 1 | 0 | 4   | 9  | 2  | +7  | Geplaatst voor de tweede ronde. |   | —   | 2–2 | 7–0 |
| 2   | Portugal | 2   | 1 | 1 | 0 | 4   | 4  | 3  | +1  |                                 |   | —   | —   | 2–1 |
| 3   | Kroatië  | 2   | 0 | 0 | 2 | 0   | 1  | 9  | −8  |                                 | — | —   | —   |     |

### Groep 7
De wedstrijden werden gespeeld tussen 13 en 17 september 1994 in Bulgarije.
| Pos | Team        | Wed | W | G | V | Ptn | DV | DT | +/− | Kwalificatie                    |   | BUL | MDA | BLR |
| --- | ----------- | --- | - | - | - | --- | -- | -- | --- | ------------------------------- | - | --- | --- | --- |
| 1   | Bulgarije   | 2   | 2 | 0 | 0 | 6   | 7  | 3  | +4  | Geplaatst voor de tweede ronde. |   | —   | 4–2 | 3–1 |
| 2   | Moldavië    | 2   | 1 | 0 | 1 | 3   | 6  | 7  | −1  |                                 |   | —   | —   | 4–3 |
| 3   | Wit-Rusland | 2   | 0 | 0 | 2 | 0   | 4  | 7  | −3  |                                 | — | —   | —   |     |

### Groep 8
De wedstrijden werden gespeeld tussen 16 en 20 oktober 1994 in Oekraïne.
| Pos | Team     | Wed | W | G | V | Ptn | DV | DT | +/− | Kwalificatie                    |   | UKR | GEO | ARM |
| --- | -------- | --- | - | - | - | --- | -- | -- | --- | ------------------------------- | - | --- | --- | --- |
| 1   | Oekraïne | 2   | 2 | 0 | 0 | 6   | 7  | 1  | +6  | Geplaatst voor de tweede ronde. |   | —   | 2–0 | 5–1 |
| 2   | Georgië  | 2   | 1 | 0 | 1 | 3   | 3  | 2  | +1  |                                 |   | —   | —   | 3–0 |
| 3   | Armenië  | 2   | 0 | 0 | 2 | 0   | 1  | 8  | −7  |                                 | — | —   | —   |     |

### Groep 9
De wedstrijden werden gespeeld tussen 12 en 16 oktober 1994 in Slowakije.
| Pos | Team         | Wed | W | G | V | Ptn | DV | DT | +/− | Kwalificatie                    |   | SVK | CYP | AZE |
| --- | ------------ | --- | - | - | - | --- | -- | -- | --- | ------------------------------- | - | --- | --- | --- |
| 1   | Slowakije    | 2   | 2 | 0 | 0 | 6   | 14 | 1  | +13 | Geplaatst voor de tweede ronde. |   | —   | 7–1 | 7–0 |
| 2   | Cyprus       | 2   | 1 | 0 | 1 | 3   | 3  | 7  | −4  |                                 |   | —   | —   | 2–0 |
| 3   | Azerbeidzjan | 2   | 0 | 0 | 2 | 0   | 0  | 9  | −9  |                                 | — | —   | —   |     |

### Groep 10
De wedstrijden werden gespeeld tussen 18 en 22 oktober 1994 in Oostenrijk.
| Pos | Team       | Wed | W | G | V | Ptn | DV | DT | +/− | Kwalificatie                    |   | ROU | BEL | AUT |
| --- | ---------- | --- | - | - | - | --- | -- | -- | --- | ------------------------------- | - | --- | --- | --- |
| 1   | Roemenië   | 2   | 1 | 1 | 0 | 4   | 4  | 2  | +2  | Geplaatst voor de tweede ronde. |   | —   | 2–2 | 2–0 |
| 2   | België     | 2   | 1 | 1 | 0 | 4   | 5  | 4  | +1  |                                 |   | —   | —   | 3–2 |
| 3   | Oostenrijk | 2   | 0 | 0 | 2 | 0   | 2  | 5  | −3  |                                 | — | —   | —   |     |

### Groep 11
De wedstrijden werden gespeeld tussen 28 september en 30 november 1994 in.
| Pos | Team        | Wed | W | G | V | Ptn | DV | DT | +/− | Kwalificatie                    |     | HUN | SUI | SMR |
| --- | ----------- | --- | - | - | - | --- | -- | -- | --- | ------------------------------- | --- | --- | --- | --- |
| 1   | Hongarije   | 4   | 3 | 1 | 0 | 10  | 16 | 2  | +14 | Geplaatst voor de tweede ronde. |     | —   | 3–0 | 4–0 |
| 2   | Zwitserland | 4   | 2 | 1 | 1 | 7   | 8  | 4  | +4  |                                 |     | 1–1 | —   | 6–0 |
| 3   | San Marino  | 4   | 0 | 0 | 4 | 0   | 1  | 19 | −18 |                                 | 1–8 | 0–1 | —   |     |

### Groep 12
De wedstrijden werden gespeeld tussen 7 september en 9 november 1994.
| Pos | Team       | Wed | W | G | V | Ptn | DV | DT | +/− | Kwalificatie                    |     | DEN | CZE | POL  |
| --- | ---------- | --- | - | - | - | --- | -- | -- | --- | ------------------------------- | --- | --- | --- | ---- |
| 1   | Denemarken | 4   | 4 | 0 | 0 | 12  | 19 | 4  | +15 | Geplaatst voor de tweede ronde. |     | —   | 3–0 | 10–0 |
| 2   | Tsjechië   | 4   | 1 | 0 | 3 | 3   | 6  | 9  | −3  |                                 |     | 2–3 | —   | 4–1  |
| 3   | Polen      | 4   | 1 | 0 | 3 | 3   | 5  | 17 | −12 |                                 | 2–3 | 2–0 | —   |      |

### Groep 13
De wedstrijden werden gespeeld tussen 21 en 25 november 1994 in Italië.
| Pos | Team     | Wed | W | G | V | Ptn | DV | DT | +/− | Kwalificatie                    |   | ITA | WAL | LTU |
| --- | -------- | --- | - | - | - | --- | -- | -- | --- | ------------------------------- | - | --- | --- | --- |
| 1   | Italië   | 2   | 2 | 0 | 0 | 6   | 6  | 2  | +4  | Geplaatst voor de tweede ronde. |   | —   | 4–1 | 2–1 |
| 2   | Wales    | 2   | 1 | 0 | 1 | 3   | 5  | 5  | 0   |                                 |   | —   | —   | 4–1 |
| 3   | Litouwen | 2   | 0 | 0 | 2 | 0   | 2  | 6  | −4  |                                 | — | —   | —   |     |

### Groep 14
De wedstrijden werden gespeeld tussen 1 en 5 oktober 1994 in Noorwegen.
| Pos | Team      | Wed | W | G | V | Ptn | DV | DT | +/− | Kwalificatie                    |   | NOR | SCO | ISR |
| --- | --------- | --- | - | - | - | --- | -- | -- | --- | ------------------------------- | - | --- | --- | --- |
| 1   | Noorwegen | 2   | 2 | 0 | 0 | 6   | 4  | 2  | +2  | Geplaatst voor de tweede ronde. |   | —   | 2–1 | 2–1 |
| 2   | Schotland | 2   | 1 | 0 | 1 | 3   | 2  | 2  | 0   |                                 |   | —   | —   | 1–0 |
| 3   | Israël    | 2   | 0 | 0 | 2 | 0   | 1  | 3  | −2  |                                 | — | —   | —   |     |

### Groep 15
De wedstrijden werden gespeeld tussen 13 en 17 november 1994 in Engeland.
| Pos | Team     | Wed | W | G | V | Ptn | DV | DT | +/− | Kwalificatie                    |   | ENG | SLO | LAT |
| --- | -------- | --- | - | - | - | --- | -- | -- | --- | ------------------------------- | - | --- | --- | --- |
| 1   | Engeland | 2   | 1 | 1 | 0 | 4   | 3  | 0  | +3  | Geplaatst voor de tweede ronde. |   | —   | 3–0 | 0–0 |
| 2   | Slovenië | 2   | 1 | 0 | 1 | 3   | 2  | 3  | −1  |                                 |   | —   | —   | 2–0 |
| 3   | Letland  | 2   | 0 | 1 | 1 | 1   | 0  | 2  | −2  |                                 | — | —   | —   |     |

## Tweede ronde

### Groep 1
De wedstrijden werden gespeeld tussen 16 en 20 mei 1995 in Spanje.
| Pos | Team     | Wed | W | G | V | Ptn | DV | DT | +/− | Kwalificatie                      |   | ESP | UKR | ROU |
| --- | -------- | --- | - | - | - | --- | -- | -- | --- | --------------------------------- | - | --- | --- | --- |
| 1   | Spanje   | 2   | 1 | 1 | 0 | 4   | 4  | 3  | +1  | Geplaatst voor het hoofdtoernooi. |   | —   | 2–1 | 2–2 |
| 2   | Oekraïne | 2   | 1 | 0 | 1 | 3   | 3  | 3  | 0   |                                   |   | —   | —   | 2–1 |
| 3   | Roemenië | 2   | 0 | 1 | 1 | 1   | 3  | 4  | −1  |                                   | — | —   | —   |     |

### Groep 2–7
De wedstrijden vonden plaats tussen 29 maart en 18 mei 1995.
| Groep   | Team 1    | Totaal | Team 2        | 1e wedstrijd | 2e wedstrijd |
| ------- | --------- | ------ | ------------- | ------------ | ------------ |
| Groep 2 | Noorwegen | 6–0    | Noord-Ierland | 5–0          | 1–0          |
| Groep 3 | Turkije   | 4–1    | Rusland       | 3–1          | 1–0          |
| Groep 4 | Slowakije | 7–4    | Denemarken    | 3–1          | 4–3          |
| Groep 5 | Hongarije | 2–1    | Engeland      | 2–0          | 0–1          |
| Groep 6 | Nederland | 3–2    | Frankrijk     | 1–0          | 2–2          |
| Groep 7 | Italië    | 2–1    | Bulgarije     | 1–1          | 1–0          |